# Eogyrinus
Eogyrinus is een geslacht van uitgestorven amfibieën uit het Laat-Carboon met de enige soort Eogyrinus attheyi. Het is een taxonomisch controversieel geslacht van de Anthracosauria of Embolomeri, een groep oorspronkelijke gewervelde dieren uit de Tetrapoda-stamgroep. Bijna alle vondsten komen uit het Carboon van Northumberland in Noord-Engeland en werden gevonden door de mijnwerker, ambachtsman en amateur-paleontoloog Thomas Atthey, naar wie de soort ter ere werd genoemd. Tegenwoordig wordt Eogyrinus attheyi meestal in het geslacht Pholiderpeton geplaatst (met de enige andere soort Pholiderpeton scutigerum, Huxley, 1869). De soort is uitgebreid bestudeerd en gereconstrueerd door de Engelse zoöloog en paleontoloog Alec Leonard Panchen.

## Beschrijving
Er zijn nogal wat vondsten van dit type. Eén exemplaar, door Alfred Romer aangeduid als een lectotype, bestaat uit een complete schedel, grenzend aan een reeks wervels en ribben, een dijbeen en verschillende schubben die vanwege hun locatie aan een individu zijn toegewezen. Daarnaast is er nog een complete en verschillende gefragmenteerde schedel, een nog steeds gearticuleerde sectie van een wervelkolom en verschillende geïsoleerde botten, huidschubben en fragmenten. Volledig gearticuleerde skeletten of substantiële delen daarvan zijn niet beschikbaar. Naast de vondsten uit Northumberland worden geïsoleerde vondsten uit Fenton, Staffordshire en Newarthill toegeschreven aan de soort.
Eogyrinus attheyi was een groot dier met een vaag krokodilachtig uiterlijk. Er werd een totale lichaamslengte van tussen de vier en vijf meter geschat. Zoals typisch is voor de Embolomeri, was de schedel massaal verbeend met talloze sterke tanden. Aan de verkregen fossielen is hij gewoonlijk afgeplat in dorsoventrale richting, maar was gewelfd op het levende dier. Aan de schedel zijn alle botten van de basisblauwdruk van de viervoeters te zien, naast twee grote oogvensters is er een kleine opening op het voorhoofd voor het pinealorgaan. De bovenkaak (palatoquadratum) stond via een gewricht flexibel in relatie tot de hersenschedel. Naast de tanden in de boven- en onderkaak werd het verhemelte getand door verschillende paren grote tanden. Er waren niet één maar twee wervellichamen van ongeveer dezelfde grootte per wervelsegment. Er werden negenendertig of veertig wervels gereconstrueerd. Bij de staartwervels waren er waarschijnlijk lange aanhangsels (doorlopend slecht bewaard) die, net als bij verwante soorten, een door hen ondersteunde roerzoom suggereren. Het lichaamsoppervlak was bedekt met dichte huidschubben. De distale delen van de ledematen zijn niet bewaard gebleven. Voor de soort wordt een zwemmende voortbeweging gereconstrueerd door een zijwaartse beweging van de romp en staart, die waarschijnlijk werd ondersteund door een brede vinzoom op de staart. Aan de hand van de betanding is sprake van carnivore voeding.
Eogyrinus doet een beetje denken aan de moderne krokodillen met een slank langwerpig lichaam met staartkam en -zoom en poten, die ver uit elkaar staan. Eogyrinus was een van de grootst bekende amfibieën en kon vierhonderdzestig centimeter lang worden en een gewicht bereiken van vijfhonderdzestig kilogram.

## Vindplaatsen en leefwijze
Bijna alle vondsten zijn afkomstig van de Hannah Pit-kolenmijn in South Newsham, ongeveer een kilometer ten zuiden van Blyth (Northumberland). De vondsten werden ontdekt tussen 1860 en 1880 door de amateur-paleontoloog Thomas Atthey, die in de mijn werkte. Ze zijn afkomstig uit zwarte leisteen met pyrietinsluitingen net boven de belangrijkste steenkoollaag. De liminische sedimenten worden geplaatst in het Westfalien, een periode van het Pennsylvanien (voorheen: Laat-Carboon). Een zoetwatermeer wordt gereconstrueerd met zuurstofvrij diep water, vermoedelijk een trogachtige diepte van ongeveer acht kilometer lang. Naast de tetrapoden werden fossiele coelacanten tot zes meter lengte ontdekt in de sedimenten, wat duidt op een vrij uitgebreid en diep water. Vondsten van vormen die veilig op het land leefden, ontbreken volledig. Plantenfossielen die samen met de gewervelde fossielen verschenen, zijn bijvoorbeeld de geslachten Sigillaria, Lepidodendron en Calamites. die bijna overal in steenkoollagen zijn gevonden en die waarschijnlijk op de oever groeiden.
Eogyrinus kon zich zeer snel door het water voortbewegen door met zijn staart te zwaaien. Het was een roofdier die zijn prooi waarschijnlijk op een verborgen plaats opwachtte. Hij kon het best in het water jagen, maar desondanks vermoedt men dat hij ook een dier kon grijpen dat langs de oevers liep.

## Taxonomie en classificatie
Na de ontdekking werden de vondsten aanvankelijk ten onrechte toegeschreven aan de Anthracosaurus russellii-soort. In 1912 werd het materiaal opnieuw onderzocht door David Meredith Seares Watson en aanvankelijk toegeschreven aan het geslacht Pteroplax. In 1926 scheidde hij vervolgens de grotere exemplaren in het nieuwe geslacht Eogyrinus als een afzonderlijke soort. In 1987 merkte de Engelse paleontoloog Jennifer Alice Clack bij het herbewerken van een andere fossiele antharcosaurus, Pholiderpeton scutigerum, op dat deze Eogyrinus attheyi in bijna alle kenmerken erg op elkaar leken en dat de resterende verschillen te klein werden geacht om afzonderlijke geslachten te rechtvaardigen. Ze plaatst daarom de soort als Pholiderpeton attheyi in dit geslacht. Pholiderpeton werd al in 1869 beschreven door Thomas Henry Huxley en heeft daarom een prioriteit. Als iemand, zoals de meeste experts, deze opvatting volgt, is een onafhankelijk geslacht Eogyrinus niet langer gerechtvaardigd.
Beide soorten zijn geplaatst in een familie Eogyrinidae. Volgens de zoölogische nomenclatuurregels blijft deze naam, die is gebaseerd op een genre dat mogelijk niet langer geldig is, ongewijzigd, zelfs wanneer het opnieuw wordt gecombineerd. Naast deze twee soorten omvat de Eogyrinidae-familie in de zin van Clack de soorten Palaeoherpeton decorum (Watson), Eobaphetes kansensis (Moodie), Leptophractus obsoletus (Cope), Neopteroplax conemaughensis (Romer) en Neopteroplax relictus (Romer). De zustergroep van de Eogyrinidae is meestal de familie Anthracosauridae met de enige bekende soort Anthracosaurus russelli Huxley, 1863. De soort, zoals de hele groep, wordt meestal in populaire voorstellingen toegeschreven aan de amfibieën. Of het daadwerkelijk tot de kerngroep van recente amfibieën behoort (taxon Lissamphibia) is een open vraag. Als alternatief plaatsen veel onderzoekers ze ook in de kerngroep van de Amniota met de zogenaamde Reptiliomorpha. Sommigen zien ze meer basaal, in de kerngroep van de Tetrapoda als geheel. De relatie met de Seymouriamorpha is belangrijk voor de toewijzing.